# 우고 에히오구
우고 에히오구(영어: Ugo Ehiogu, 1972년 11월 3일 ~ 2017년 4월 21일)는 영국의 전 프로 축구선수이며, 현역 시절 포지션은 센터백이었다.

## 경력

### 웨스트 브로미치 앨비언 FC
우고 에히오구는 웨스트 브로미치 앨비언 FC에서 축구를 시작하였다. 1989년 7월 ~ 1991년까지 웨스트 브로미치 앨비언 FC에서 뛰었다.

## 사망
애스턴 빌라, 미들즈브러 등을 거치고 잉글랜드 축구대표팀 수비수로도 활약했던 에히오구 코치는 최근엔 토트넘의 23세 이하 팀을 이끌었다. 지난 20일 훈련장에서 갑자기 쓰러져 숨을 거뒀다. 사인은 심부전으로 추정된다.